# Gujiang (köpinghuvudort i Kina, Jiangxi Sheng, lat 27,19, long 114,79)
Gujiang är en köpinghuvudort i Kina. Den ligger i provinsen Jiangxi, i den sydöstra delen av landet, omkring 200 kilometer sydväst om provinshuvudstaden Nanchang. Antalet invånare är 18 842. Befolkningen består av 8 885 kvinnor och 9 957 män. Barn under 15 år utgör 19,0 %, vuxna 15-64 år 72 %, och äldre över 65 år 8,0 %.
Runt Gujiang är det ganska tätbefolkat, med 124 invånare per kvadratkilometer. Närmaste större samhälle är Tongping, 15,1 km nordost om Gujiang. Trakten runt Gujiang består till största delen av jordbruksmark.
Genomsnittlig årsnederbörd är 2 038 millimeter. Den regnigaste månaden är maj, med i genomsnitt 329 mm nederbörd, och den torraste är oktober, med 26 mm nederbörd.